# Bujanka, Korop
Bujanka (în ucraineană Бужанка) este un sat în comuna Vîșenkî din raionul Korop, regiunea Cernihiv, Ucraina.

## Demografie
Componența lingvistică a localității Bujanka
     Ucraineană (95,24%)
     Rusă (4,76%)
Conform recensământului din 2001, majoritatea populației localității Bujanka era vorbitoare de ucraineană (95,24%), existând în minoritate și vorbitori de rusă (4,76%).